# Nash-Ville
Nash-Ville è un album di Zoot Sims e del trombonista Dick Nash, pubblicato dalla Zim Records (originariamente il disco fu pubblicato dalla Jump Records, JLP 9, nel 1955 con il titolo di Hall Daniels Septet) nel 1977. Il disco fu registrato il 14 febbraio 1955 al Radio Recorders Studio di Hollywood, California (Stati Uniti).

## Tracce
Brani composti da Hall Daniels, tranne dove indicati
Lato A
1. The Way You Look Tonight – 5:06 (Jerome Kern, Dorothy Fields)
2. Nash-Ville – 3:57
3. Nash-Ville – 3:55
4. You Don't Know What Love Is – 4:03 (Don Raye, Gene DePaul)
5. Compatibility – 5:12

Lato B
1. Compatibility – 5:22
2. You Don't Know What Love Is – 4:09 (Don Raye, Gene DePaul)
3. The Way You Look Tonight – 5:04 (Jerome Kern, Dorothy Fields)
4. The Way You Look Tonight – 5:32 (Jerome Kern, Dorothy Fields)
5. Nash-Ville – 4:05

Edizione CD del 2013 dal titolo Compatibility, pubblicato dalla Delmark Records
1. The Way You Look Tonight – 5:06 (Jerome Kern, Dorothy Fields)
2. Nash-Ville – 3:57 (Hall Daniels)
3. You Don't Know What Love Is – 4:03 (Don Raye, Gene DePaul)
4. Compatibility – 5:12 (Hall Daniels)
5. The Way You Look Tonight – 5:04 (Jerome Kern, Dorothy Fields)
6. Nash-Ville – 3:55 (Hall Daniels)
7. You Don't Know What Love Is – 4:09 (Don Raye, Gene DePaul)
8. Compatibility – 5:22 (Hall Daniels)
9. The Way You Look Tonight – 5:32 (Jerome Kern, Dorothy Fields)
10. Nash-Ville – 3:53 (Hall Daniels)
11. Studio Chatter – 0:17
12. Compatibility – 5:27 (Hall Daniels)
13. Nash-Ville – 4:05 (Hall Daniels)

## Musicisti
- Zoot Sims - sassofono tenore
- Dick Nash - trombone
- Hall Daniels - tromba, arrangiamenti
- Bob Gordon - sassofono baritono
- Paul Atkerson - pianoforte
- Tony Rizzi - chitarra
- Rollie Bundock - contrabbasso
- Jack Sperling - batteria[4]